# Castelo Darnaway

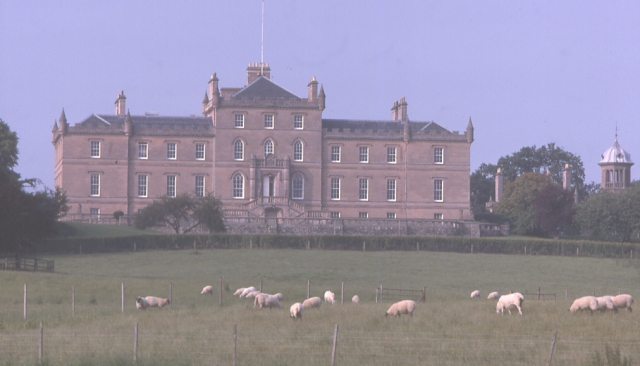
Castelo Darnaway, Escócia

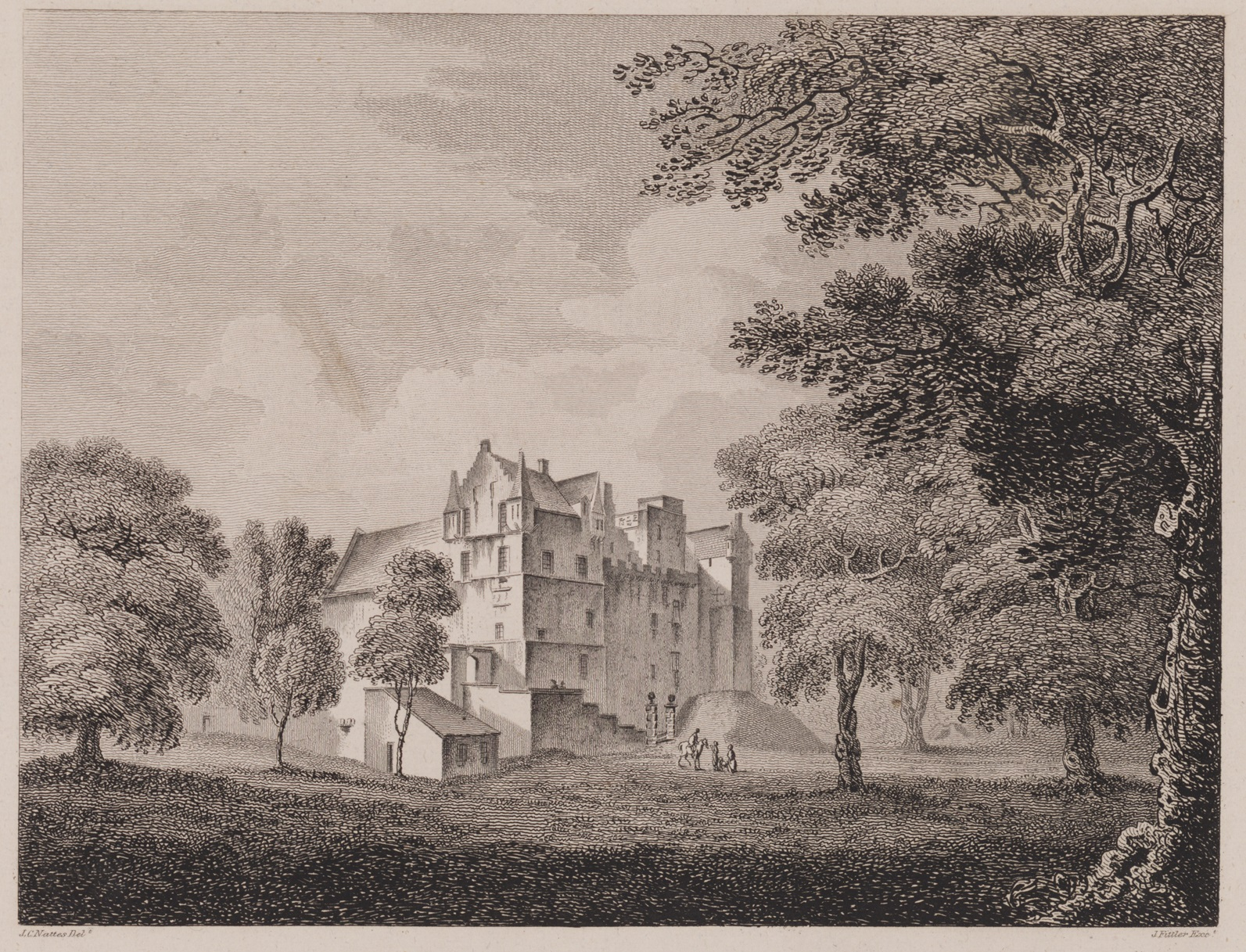
Castelo Darnaway, 1804

O Castelo Darnaway (em inglês:  Darnaway Castle) é uma mansão histórica do século XIX localizada em Dyke and Moy, Moray, Escócia.

## História
Em 1314, o Rei Roberto I fundou nas suas terras em Moray um condado e deixou-o ao seu sobrinho Thomas Randolph. O condado reverteu à coroa em 1455 e em 1501 Jaime IV concedeu a seu filho ilegitimo, James Stuart que casou com Lady Elizabeth, filha do falecido Conde de Moray e atualmente pertence ao mesmo ramo familiar.
O castelo, foi a principal residência dos Conde de Moray desde a Idade Média, localizado no local do castelo construído por Thomas Randolph, regente de David II até atingir a maioridade.
O teto do hall, em estilo gótico inglês, conhecido por Hammerbeam foi construído em 1450, é um dos poucos exemplares hoje existentes na Escócia.
Fundado em 1802 e terminado em 1812, sendo que em 1810, um novo e grande castelo foi erigido em frente ao antigo hall, ligando-o e portanto o hall forma uma parte da mansão. O trabalho foi da responsabilidade do arquiteto Alexander Laing.
Encontra-se classificado na categoria "A" do "listed building" desde 26 de janeiro de 1971.